# Monti & Cia
Monti & Cia fou una companyia de pallassos de circ fundada el 1996 per Joan Montanyès, Monti, acompanyat habitualment per Oriol Boixader (Oriolo), Fulgenci Mestres (Gensi), Domènec de Guzmán (Gus), i esporàdicament altres com Joan Valentí (Nan), Jordi Gómez, Adrià Mascarell o Xavi Boixader.
Es proposà de redescobrir els orígens del clown per a actualitzar-ne els continguts amb una dramatúrgia sempre molt acurada, però preservant-ne la tradició, com ara els papers dels diferents pallassos (carablanca, August, contraugust, i Monsieur Loyal o el director del circ, el presentador de pista, l'autoritat inapel·lable) i les seves entrades. Els seus espectacles tenien una línia molt personal on es barrejava un pallasso tendre i poètic, però també descarat, ingenu i atabalat. El primer espectacle de la companyia, Clàssics, va sorgir el 1996 de la col·laboració amb Tortell Poltrona, Jango Edwards i Leo Bassi, entre d'altres, al qual van seguir Klowns (1997), un espectacle homenatge al món del circ, Utopista (1999), Fools Folls (2000), Pallassos de Nadal (2001), Fòrum 2 mil i picu (2002) i Grottesco (2004) presentat al Forum de les cultures en una carpa pròpia. També treballaren amb la Companyia Acrobàtica de Qiqihaer (Manxúria) a l'espectacle Bi, dirigit per Joan Font el 2001. A Can Cabanyes (Vilanova i la Geltrú) van impulsar el Centre de Difusió i Residència d'Artistes, on a més van instal·lar la seva base d'operacions. L'any 2005 foren contractats pel circ Roncalli de Berlín, un dels més prestigiosos d'Europa, per tal d'ésser el fil conductor del seu nou espectacle.

## Espectacles
- Grottesco (2004) Circomic (carpa de Monti & Cia), Fòrum de les cultures, Barcelona.
- Forum 2mil i pico (2002), Teatre Lliure de Gràcia, dirigit per Josep Maria Mestres i emès per TV3[2]
- Pallassos de Nadal (2001), Teatre Lliure, dirigit per Joan Montanyès.[3]
- Fools-Folls (2000), coproducció de Monti & Cia, Lluís Simon i Focus, amb guió de Monti i dirigit per Marc Montserrat.[4]
- Utopista (1999), Sala Tallers, Teatre Nacional de Catalunya, guió i direcció de Joan Montanyès i Jordi Purtí.[5]
- Klowns (1997) Teatre Lliure (Premi Especial de la Crítica 1997) dramatúrgia de Guillem-Jordi Graells i direcció de Josep Maria Mestres
- Clàssics (1996) Sala Artenbrut, Barcelona.